# Elrood IX
L'Imperatore Padisha Elrood IX è un personaggio immaginario dei romanzi del ciclo di Dune di Frank Herbert, ripreso nel ciclo prequel Il preludio a Dune.

## Biografia
Appartenente alla Casa Corrino, l'Imperatore Padisha Elrood IX è l'80º imperatore dell'Universo conosciuto.
Ha avuto due figli ufficiali: l'Imperatore Padisha Shaddam IV e Fafnir Corrino (originario erede al trono, assassinato dal fratellastro al fine di sostituirlo nella linea di successione al trono).
Viene ucciso dal figlio Shaddam IV e da Hasimir Fenring tramite il chaumurky, un veleno a lento assorbimento che non lascia traccia della sua presenza.